# Paul McCormack
Paul McCormack (Dublin, 26 juli 1963) is een voormalig Iers wielrenner.

## Tourdeelnames
geen